# Ivo Hlobil
Ivo Hlobil (28. prosince 1942 Přerov – 2. listopadu 2021) byl historik umění a emeritní profesor na Katedře dějin umění Filozofické fakulty Univerzity Palackého v Olomouci. Specializoval se na středověké a raně renesanční umění v českých zemích a teorii památkové péče. Je otcem estetika, germanisty a profesora teorie literatury Tomáše Hlobila (nar. 1965).

## Život
Absolvoval Střední průmyslovou školu strojnickou v Přerově (1960–1964) a v letech 1964–1969 vystudoval dějiny umění na Filozofické fakultě Univerzity Karlovy (prof. J. Pešina) a získal zde doktorát filosofie. V letech 1972–1973 byl vědeckým aspirantem na Katedře dějin umění FF UK.
V letech 1969–1971 byl odborným pracovníkem Krajského střediska státní památkové péče a ochrany přírody (KSSPPOP) v Ostravě a 1971–1974 Okresního SSPPOP v Olomouci. Od roku 1974 do roku 1982 byl odborným asistentem Katedry výtvarné teorie a výchovy na Filozofické fakultě UP Olomouc, 1982–1992 vědeckým pracovníkem Ústavu teorie a dějin umění ČSAV.
Roku 1992 se habilitoval pro obor teorie a dějin umění na FF UP Olomouc a působil zde jako vysokoškolský pedagog a zástupce vedoucího Katedry dějin umění, 1994–1997 člen Vědecké rady UP Olomouc. Od roku 1994 je vědeckým pracovníkem Ústavu dějin umění AV ČR, od roku 1992 předseda Vědecké rady a v letech 1998–2001 zástupce ředitele ÚDU AV ČR, 1993–1997 člen Vědecké rady AV ČR. Roku 2002 byl jmenován profesorem pro obor dějiny výtvarných umění.
Byl členem odborné komise pro restaurátorské práce na hradě Karlštejně (od 1985), členem oborové rady Grantové agentury ČSAV (1990–1994), Vědecké rady MK pro státní památkovou péči (1991–2002), Rady Pražského hradu (1993–1997), Památkové rady primátora hl. města Prahy (1998–2002), Vědecké rady Národní galerie (2006–2011), Vědecké rady NPÚ (2011–2021), Vědecké rady Centra medievistických studií a Odborné komise Rady vlády pro vědu a výzkum ve společenských vědách (2002–2004). Člen redakční rady časopisu Umění / Art, člen českého národního komitétu ICOMOS, CIHA, zakládající člen UHS (1990).
Z jeho podnětu byl roku 2011 na půdě kroměřížského arcibiskupského zámku znovuobjeven
obraz Zavraždění svatého Václava od Antona Pettera.

### Ocenění
- 2002 – Cena města Přerova a Medaile J.A. Komenského
- 2006 – Cena Akademie věd České republiky za vědecké dílo
- 2022 – Čestná oborová medaile Františka Palackého (in memoriam)[9]

## Dílo
Jako pracovník památkové péče se zabýval movitými i nemovitými památkami zejména na Olomoucku a Přerovsku. Publikoval články zabývající se teorií památkové péče i vztahem památkové péče k ochraně historických měst.
Podrobně se zabýval mj. Světelským oltářem, díly Mistra Michelské madony, Svatováclavskou korunou, Těšínskou madonou, nebo Šternberskou madonou. Řada jeho publikací je věnována osobnostem a dílu historiků umění Vojtěcha Birnbauma, Aloise Riegla, Vincence Kramáře, Rudolfa Chadraby, Josefa Krásy, Anežky Merhautové, Václava Wagnera.
Je autorem hesel v mnoha souborných publikacích – ABC kulturních památek Československa (1985), Národní kulturní památka Přemyslovský palác v Olomouci (1988), Slezsko, perla v české koruně (2006), ad.
Publikoval odborné články v časopisech Obnova památek, Sborník památkové péče v Severomoravském kraji, Zprávy Vlastivědného ústavu v Olomouci, Vlastivědný věstník moravský, Umění, Umění a řemesla, Výtvarná kultura, Časopis Národního muzea, Československý časopis historický, Bulletin Státního ústavu památkové péče a ochrany přírody, Památky a příroda, Zprávy památkové péče, Architektura ČSR, Architekt, Kunstchronik, Nové Přerovsko, Technologia artis, Časopis Matice moravské, Acta Universitatis Palackianae Olomucensis. Facultas philosophica. Philosophica – Aesthetica (Historia artium), Ročenka Státního okresního archivu v Olomouci, Sborník prací filosofické fakulty Brněnské university, Bulletin Moravské galerie v Brně, Dějiny a současnost, Moravskotřebovské vlastivědné listy, Ročenka Státního okresního archivu v Olomouci, Zprávy Klubu Za starou Prahu, Bulletin of the National Gallery in Prague, Journal of Humanities. Historia Artium II, Rozprawy Muzeum Narodowego w Krakowie, Seria nowa,

### Řešitel grantů
- 1999–2000 Od gotiky k renesanci. Výtvarná kultura Moravy a Slezska 1400–1550. Brno – Olomouc – Opava
- 2013–2018 účastník grantu IMAGO, Stání grantová agentura ČR
- 2014–2019 odpovědný řešitel projektu NAKI 2, Ministerstvo kultury ČR: Gotické a raně renesanční umění východních Čech

### Kurátor
- Od gotiky k renesanci, Muzeum umění Olomouc, 1999/10/26 – 2000/02/27
- Gotické Madony na lvu / Gotische Löwenmadonnen, Muzeum umění Olomouc – Arcidiecézní muzeum Olomouc, 2014/02/13 – 2014/05/11

### Knižní publikace – autor, editor
- Ivo Hlobil: Světelský oltář, Odeon, Praha 1974
- Ivo Hlobil, Pavel Michna, Milan Togner, Olomouc (Městské památkové rezervace 37), 422 s., Odeon, Praha 1984
- Ivo Hlobil, Teorie městských památkových rezervací (1900–1975), Ústav teorie a dějin umění, Praha 1985
- Ivo Hlobil (ed.), Vojtěch Birnbaum: Vývojové zákonitosti v umění, 400 s., Odeon Praha 1987
- Ivo Hlobil, Eduard Petrů, Humanismus a raná renesance na Moravě, 274 s., Academia, Praha 1992 (ang. Votobia 1999)
- Ivo Hlobil, Josef Bláha, Milan Togner, Olomouc. Proboštský farní kostel sv. Mořice (Církevní památky 10), 32 s., Velehrad, Historická společnost Starý Velehrad 1992
- Karl Schwarzenberg, Ivo Hlobil, Ladislav Kesner, Der Hradschin. Die Prager Burg und ihre Kunstschätze, Herder, Freiburg – Basel – Wien 1992, ISBN 9783451228964
- Karl Schwarzenberg, Ivo Hlobil, Ladislav Kesner, Ivan Muchka, Tomáš Vlček, Prague Castle and Its Treasures, Flint River Press, London 1994, The Vendome Press, New York 1994
- Ivo Hlobil, Klára Benešovská, Milena Bravermanová, Petr Chotěbor (eds.), Petr Parléř. Svatovítská katedrála 1356–1399, Praha, Správa Pražského hradu 1999 (ang. 1999)
- Ivo Hlobil, Marek Perůtka (eds.), Od gotiky k renesanci (Výtvarná kultura Moravy a Slezska 1400–1550, III. Olomoucko), 687 s., Muzeum umění Olomouc 1999, ISBN 80-85227-34-7
- Ivo Hlobil, Marek Perůtka (eds.), Od gotiky k renesanci (Výtvarná kultura Moravy a Slezska 1400–1550, I. Úvodní svazek), 291 s., Muzeum umění Olomouc 2002, ISBN 80-85227-33-9
- Ivo Hlobil (ed. a autor), The Last Flowers of the Middle Ages. From the Gothic to the Renaissance in Moravia and Silesia, Muzeum umění Olomouc 2000, ISBN 80-85227-40-1 (it. 2000)
- Ivo Hlobil, Helena Dáňová (eds.), Těšínská madona a vzácné sochy Petra Parléře, Národní galerie v Praze 2002
- Ivo Hlobil, Ivo Kruis (eds.), Alois Riegl (1858–1905). Moderní památková péče, Národní památkový ústav Praha 2003
- Ivo Hlobil, The Cathedral of St Vitus in Prague, Opus, London 2006, ISBN 9780953554621
- Ivo Hlobil, Šternberská madona – krásná socha krásného slohu, 31 s., Šternberk, Galerie Šternberk 2007
- Ivo Hlobil, Marek Perůtka (eds.), Na základech konzervativní teorie české památkové péče. Výbor z textů, 256 s., NPÚ Praha 2008, ISBN 978-80-87104-32-3
- Ivo Hlobil, Daniela Rywiková (eds.), Jan Lucemburský. Kultura, umění a zbožnost na Moravě a ve Slezsku v době vlády prvního Lucemburka, Ostrava 2012
- Ivo Hlobil, Petr Chotěbor, Taťána Petrasová, Chrliče Svatovítské katedrály, 115 s., Správa Pražského hradu 2012, ISBN 978-80-86161-76-1
- Ivo Hlobil, Jana Hrbáčová (eds.), Gotické Madony na lvu/ Gotische Löwenmadonnen. Splendor et Virtus Reginae Coeli, Olomouc 2014, ISBN 978-80-87149-74-4
- Ivo Hlobil, Milan Dospěl (eds.), Gotické a raně renesanční umění ve východních Čechách 1200–1550: příspěvky z vědecké konference, Muzeum východních Čech, Hradec Králové 2014, ISBN 978-80-87686-05-8

#### Spoluautor
- Ivo Hlobil, Lokality Severomoravského kraje s. 23–601, in: kolektiv autorů, ABC kulturních památek Československa, Panorama, Praha 1985
- Jan Simota a kol., Restaurátorské umění. Podíl českých výtvarných umělců na péči o kulturní památky, 159 s., SČVU Praha 1989
- Ivo Hlobil, Gotické sochařství, in: Anežka Merhautová (ed.), Katedrála sv. Víta v Praze (K 650. výročí založení), Praha, Academia 1994, s. 66–95
- Ivo Hlobil, Parléřovská huť a stavba katedrály sv. Víta za Karla IV. (1344/1346–1378), in: I. H., Petr Chotěbor, Zdeněk Mahler, Katedrála sv. Víta. K 650. výročí založení Svatovítské katedrály s obdivem a úctou k dílu našich předků. Díl první, Stavba, Praha, Správa Pražského hradu 1994, s. 49–75
- Milan Togner, Ivo Hlobil, Josef Jařab, Miloš Kouřil, Universitas Olomucensis 1573 – 1946–1996, 124 s., Muzeum umění Olomouc 1996, ISBN 80-85227-24-X
- Ivo Hlobil a kol., Renesanční Olomouc v archeologických nálezech / Renaissance Olomouc in archaeological finds, NPÚ Olomouc 1998, ISBN 80-902104-3-0
- Válka J, Kroupa P, Stehlíková D, Hlobil I, Chamonikola K, L'Art gothique tradif en Boheme, Moravie et Silésie 1400–1500, 278 s., Bank Bruxelles Lambert 1998
- Milan Knížák a kol., Vincenc Kramář – Od starých mistrů k Picassovi, 277 s., Národní galerie v Praze 2000, ISBN 80-7035-247-7
- František Šmahel, Lenka Bobková (eds.), Lucemburkové. Česká koruna uprostřed Evropy, Nakladatelství Lidové noviny, Praha 2012
- Rostislav Švácha (ed.), Dějiny umění v českých zemích 800–2000, 991 s., Arbor Vitae, Řevnice 2017, ISBN 978-80-88283-02-7

### Katalogová hesla
- Anděla Horová (ed.), Nová encyklopedie českého výtvarného umění, Academia, Praha 1995, Dodatky, Academia, Praha 2006
- Milan Togner (ed.), Kroměřížská obrazárna. Katalog sbírky obrazů Arcibiskupského zámku v Kroměříži, Kroměříž, Arcibiskupský zámek a zahrady v Kroměříži 1998 (něm., ang., 1999)
- The Builders of the Cathedral. Peter Parler (†1399), Josef Mocker (†1899). Section Peter Parler, Prague, Prague Castle Administration 1999 (též něm.)
- Ivo Hlobil, Marek Perůtka (eds.), Od gotiky k renesanci (Výtvarná kultura Moravy a Slezska 1400–1550), Olomouc 1999 (s. 27–474)
- Ivo Hlobil (ed.) The Last Flowers of the Middle Ages. From the Gothic to the Renaissance in Moravia and Silesia, Olomouc 2000 (s. 79–106)
- Pavel Vlček (ed.), Umělecké památky Prahy. Pražský hrad a Hradčany, Academia, Praha 2000
- Rostislav Švácha, Marie Platovská (eds.), Dějiny českého výtvarného umění V. 1939/1958, Academia, Praha 2005
- Andrzej Niedzielenko, Vít Vlnas (eds.), Slezsko, perla v české koruně. Tři období rozkvětu vzájemných uměleckých vztahů, Praha, Národní galerie v Praze 2006 (s. 35–121)
- Ivana Kyzourová (ed.), Básník a král. Bohuslav Hasištejnský z Lobkovic v zrcadle jagellonské doby, Praha, Správa Pražského hradu a KANT 2007 (s. 52–63)
- Ivo Hlobil, Jana Hrbáčová (eds.), Gotické Madony na lvu/ Gotische Löwenmadonnen. Splendor et Virtus Reginae Coeli, Olomouc 2014 (s. 35–130)